# Tracey Walter
Tracey Walter (ur. 25 listopada 1947 w Jersey City) – amerykański aktor.
Laureat Nagrody Saturn w kategorii najlepszy aktor drugoplanowy za rolę mechanika–filozofa Millera w czarnej komedii fantastycznonaukowej Komornicy (1984).

## Życiorys
Urodził się i dorastał w Jersey City w New Jersey w rodzinie kierowcy ciężarówki. Uczęszczał i ukończył prywatne katolickie liceum ogólnokształcące Felicjanek St. Anthony High School, gdzie grał w koszykówkę.
Debiutował na ekranie w roli brata tytułowej bohaterki Ginger McAllister w sensacyjnym dramacie kryminalnym Ginger (1971). Pojawił się także w tłumie na planie czarnej komedii Arthura Hillera Szpital (1971) z udziałem George’a C. Scotta. Wystąpił w produkcjach off-broadwayowskich – American Gothics (1972) jako Freddy, nowoczesny posąg i Rebeliantka (Rebel Women, 1976) w roli żołnierza. Był dostawcą w dramacie kryminalnym noir Howarda W. Kocha Odznaka 373 (Badge 373, 1973) z Robertem Duvallem, ulicznym urwisem w dramacie kryminalnym Sidneya Lumeta Serpico (1973) z Alem Pacino i aktorem w programie telewizyjnym Roba (Tony Roberts) w komedii Woody’ego Allena Annie Hall (1977).
Grał regularnie na ekranie, lecz jeśli nawet są to filmy głośne, jego nazwiska często próżno szukać w obsadzie aktorskiej (jak np. w filmie Dzień Niepodległości z 1996). Jego kariera aktorska to pasmo drugoplanowych ról charakterystycznych, najczęściej różnego rodzaju „popleczników”, „doradców” i „zaufanych ludzi” głównych bohaterów. Przez ponad 40 lat swojej kariery zagrał w blisko 180-ciu filmach i serialach TV (na ogół gościnnie).
Wystąpił w sześciu filmach w reżyserii Jonathana Demme: Dzika namiętność (1986), Poślubiona mafii (1988), Milczenie owiec (1991), Filadelfia (1993), Pokochać (1998) i Kandydat (2004). Pośród innych reżyserów filmowych którzy gościli go w swoich filmach można natrafić na nazwiska takich sław jak: Woody Allen, Paul Schrader, Francis Ford Coppola, Andriej Konczałowski, Tim Burton, John Schlesinger, David Lynch, Ivan Reitman, Roland Emmerich, Miloš Forman, Steven Soderbergh.
Rozpoznawalność zapewniły mu role „pomocników” i „popleczników”, takich jak Malak w Richarda Fleischera Conan Niszczyciel (1984) z  Arnoldem Schwarzeneggerem, Bob Goon w sensacyjnym film akcji Tima Burtona Batman (1989) z Jackiem Nicholsonem i Cookie w komedii przygodowej Rona Underwooda Sułtani westernu (1991). W serialu NBC Nash Bridges (1996–2001) został obsadzony w roli Anioła.
Rolę w Batmanie zawdzięcza swemu przyjacielowi, Jackowi Nicholsonowi, który przekonał twórców do obsadzenia go w filmie. Wspólnie z Nicholsonem wystąpił w dziewięciu filmach.

## Filmografia
- (1971) Ginger – brat Ginger
- (1973) Serpico – uliczny rzezimieszek
- (1978) Niebieskie kołnierzyki – członek związku
- (1978) Starsky i Hutch – Leo
- (1977) Annie Hall – uczestnik telewizyjnego show
- (1977) Wściekły Byk – Coley Turner
- (1979) Dwa światy – Teller
- (1980) Aniołki Charliego – Clint Mason
- (1980) Łowca – Rocco Mason
- (1981, 1987) Posterunek przy Hill Street – Sammy, Willie Laporter
- (1982) Honkytonk Man – Pooch
- (1983) Taxi – żebrak
- (1983) Rumble Fish – przestępca
- (1983) Cagney i Lacey – Boone
- (1984) Conan Niszczyciel – Malak
- (1984) Komornicy – Miller (nagroda Saturna)
- (1986) Dzika namiętność – właściciel terenu
- (1985, 1986) Niesamowite historie – Ezra, Blaze
- (1986, 1987) Projektantki – Malcolm, Minister
- (1986) Airwolf – Alvin
- (1987) Malone – Bollard
- (1987) Na wariackich papierach – Arnie Steckler
- (1988) Poślubiona mafii – Chicken Lickin
- (1987, 1992) Star Trek: The Next Generation – Kayron, Berik
- (1988) Zdążyć przed północą – steward w pociągu
- (1987) Alf – Arnie Stuckler
- (1989) Homer i Eddie – Tommy Dearly
- (1989) Batman – zbir Bob
- (1990) Dzikość serca – podróżnik (rola wycięta w ostatecznej wersji)
- (1990) Pacific Heights – eksterminator
- (1990) Dwóch Jake’ów – Tyrone Otley
- (1990) Młode strzelby II – Beever Smith
- (1991) Milczenie owiec – Lamar
- (1991) Sułtani westernu – Cookie
- (1992) Skrzydła – Tucker
- (1993) Cyborg 2: Szklany cień – Wild Card
- (1993) Przygody Brisco County Juniora – Phil Swill
- (1993) Filadelfia – bibliotekarz
- (1993) Amos i Andrew – Bob
- (1994) Prawnicy z Miasta Aniołów – John Rosten
- (1994) Melrose Place – człowiek w „Dreamy Pines”
- (1994) Junior – woźny
- (1996) Matylda – agent FBI Bill
- (1998–2001) Nash Bridges – Angel
- (1997) Kolekcjoner – sprzedawca w księgarni
- (1997) Udając Boga – Jim
- (1998) Pokochać – łowca niewolników
- (1998) W akcie desperacji – pacjent
- (2002) Puls miasta – Dwayne
- (2002) Babski oddział – Tom Johnson
- (2003) Liga Sprawiedliwych – Mophir (głos)
- (1999) Człowiek z księżyca – redaktor „National Enquirer”
- (2000) Erin Brockovich – Embry
- (2000) Trafiona-zatopiona – Clarence
- (2001) Superzioło – prof. Wood
- (2002) Ted Bundy – Randy Meyers
- (2003) Młodzi Tytani – Lalkarz (głos)
- (2003–2006) Posterunek w Reno – szeryf Walter Chechekevitch
- (2003) Starsza pani musi zniknąć – klient w aptece
- (2003) Jeźdźcy Apokalipsy – Desk Clerk
- (2004) Kandydat – Clerk
- (2005) Weronika Mars – menadżer
- (2007) Krzesło reżysera – Mr Klein
- (2007) Podwójna tożsamość – One-Way
- (2007) U nas w Filadelfii – Bum
- (2008) Detektyw Monk – Profesor
- (2010) Bez litości (film 2010) – Earl
- (2012) Southland – Tom Smith
- (2014) Miasto odkupienia jako Henry Johnson
- (2016) 31 – Lucky Leo